# Jabolčni zavijač
Jabolčni zavijač (znanstveno ime Cydia pomonella) je sadni škodljivec iz družine listnih zavijačev.

## Opis
Odrasli jabolčni zavijač je metulj, s premerom kril med 14 in 22 mm. Samice so nekoliko večje od samcev in imajo nekoliko bolj zavaljen zadek. Samci imajo po spodnji strani prednjih kril vzdolžno temno progo, ki je pri samicah ni. Prednja krila so pepelnato sive barve, prečno pa jih prepredajo številne temnorjave črte. Na zgornjem zunanjem delu prednjega krila imajo temnejšo okroglasto pego bakrene barve. Zadnja krila so sivorjave barve brez vzorcev. Metulji čez dan počivajo na lubju ali na listih in z zloženimi krili spominjajo na ptičje iztrebke, da se tako zaščitijo pred svojimi glavnimi sovražniki, pticami.
Samice v posamezni generaciji odložijo v roku 4 do 7 dni med 250 in 300 jajčec, ki jih odlagajo ponoči posamično na plod ali na liste v njegovi neposredni bližini, nato pa kmalu poginejo. Jajčeca so sploščena, nekoliko podolgovata, velika pa so med 1 in 1,3 mm. Sprva so prozorna, v kasnejših fazah pa potemnijo. Iz jajčeca se v roku od 4 - 14 dni razvije gosenica, ki ima po 3 pare oprsnih in 5 parov trebušnih nog. Gosenica se zavrta do peščišča plodu in se tam hrani s peškami. V enem plodu se navadno razvija le ena gosenica. V plodu, v obdobju od 3 do 5 tednov, preide skozi pet razvojnih stadijev, odrasla gosenica pa doseže dolžino med 18 in 20 mm. V prvem stadiju je gosenica bele barve, kasnejši stadiji pa so rožnato beli s črnimi bradavicami. Glava in protorakalna plošča sta v kasnejših stadijih temno rjave barve, dihalnice so rjavo obrobljene, analna plošča je svetlorjava in brez izrastkov. Spol gosenice je mogoče določiti šele v zadnjem razvojnem stadiju. Takrat se pri samčkih, na hrbtni strani sedmega zadkovega členka, opazijo temni, eliptični zametki testisov. Vhod v plod gosenice zadelajo z iztrebki. Odprtina je pogosto na stičišču dveh plodov, lahko je priprta z listom, redkeje je prosta. Poškodovani plodovi pri prvi generaciji gosenic zgodaj odpadejo, pri drugi pa predčasno dozorijo in prav tako odpadejo. Kadar se pojavi tretja generacija gosenic le-te napadejo že skoraj zrele plodove. Ti ne kažejo znakov napadenosti. Ponekod se lahko pojavi celo četrta generacija gosenic, ki prav tako napadejo že zrele plodove.
Po zadnjem stadiju gosenica zapusti plod in se zabubi. Buba je obdana s svetlim svilenim kokonom, običajno bele barve. Sama buba je temno rjave barve, dolga pa je med 8 in 11,5 mm. Bube samic so praviloma večje od samcev in imajo tri jasno ločene zadkove segmente, za razliko od samcev, ki jih imajo 4. Kot polno razvita buba jabolčni zavijač prezimi in se spomladi pojavi kot metulj. Pri gosenicah se lahko pojavi diapavza, ki lahko traja tudi do dveh let. Samice so spolno zrele že ob izvalitvi.

## Razširjenost in zatiranje
Jabolčni zavijač je metulj zmernega pasu. Njegova domovina sta Evropa in Azija, od tam pa so ga s sadnim drevjem zanesli tudi v Avstralijo, Novo Zelandijo, Južno in Severno Ameriko, Južno Afriko in Novo Gvinejo.
Glavni gostitelji jabolčnega zavijača so vrste jablana (Malus domestica), hruška (Pyrus communis), navadni oreh (Juglans regia), kutina (Cydonia oblonga), redkeje pa gosenice zajedajo tudi plodove marelice (Prunus armeniaca), breskve (Prunus persica), slive (Prunus domestica), češnje (Prunus avium), mandljevca (Prunus dulcis), smokve (Ficus carica), jerebike (Sorbus sp.) in koruze (Zea mays).
Glavni naravni sovražniki jabolčnega zavijača so ptice in pajki, pa tudi brzci, mravlje, nekatere vrste zajedavskih os in strigalice. Slednje se hranijo tudi z jajčeci zavijačev. Gosenice poleg omenjenih živali okužujejo tudi nekatere entomopatogene glive, med katerimi je najpomembnejša Beauveria bassiana.
Populacijo jabolčnega zavijača lahko nadziramo tako mehansko kot s kemičnimi in biološkimi sredstvi. Mehansko je najbolj priporočljiva uporaba valovite lepenke, ki jo v širokih trakovih od začetka junija do konca julija namestimo okoli vej in debla drevesa. Odrasle gosenice bodo luknjice lepenke uporabile kot skrivališče, v katerem se bodo zabubile. Lepenko nato večkrat zamenjamo, odstranjeno pa sežgemo. Drevesa ovijamo do obiranja plodov. Poleg te metode je priporočljivo tudi redno obiranje okuženih plodov. Pomembno je, da plodove po obiranju uničimo in jih ne odvržemo celih. Uničevanje lahko poteka z drobljenjem plodov ali s potapljanjem v vodo. Pri potapljanju v vodo je pomembno, da plodov iz vode ne odstranimo prej kot po enem tednu.
Pri nadziranju populacije se lahko uporabijo tudi sintetični feromoni. Ta metoda je predvsem priporočljiva tam, kjer je zavijač že razvil rezistenco na insekticide. Pri tem se največ uporablja metoda konfuzije, ki samcem preprečuje iskanje samic. V nasad se postavi veliko število feromonskih vab, ki se jih v intervalih menja. Metoda ni priporočljiva za nasade, manjše od 2 hektarjev.
Pri uporabi kemičnih sredstev se najpogosteje uporabljajo kontaktni insekticidi, ki se jih uporablja v času odlaganja jajčec. Ti insekticidi najbolje delujejo v času izleganja gosenic. Navadno se začne z njimi škropiti pred začetkom izleganja jajčec, uporablja pa se jih vse do 10-14 dni po njihovem odlaganju. Pri teh insekticidih morajo gosenice priti v stik z njimi, zato je dobro škropljenje ponoviti dvakrat. Pri prvi generaciji je čas škropljenja od začetka junija, pri drugi pa od sredine julija naprej.
Med biološkimi sredstvi se najpogosteje uporablja Virosoft CP4 Granulovirus. Tega morajo gosenice zaužiti pred vstopom v plod. Učinkovitost virusa je kratkotrajna, zaradi česar je potrebno pogosto škropljenje. Škropiti je potrebno pozno popoldan ali v oblačnem vremenu, ko gosenice izhajajo iz jajčec. Virus deluje počasi, zaradi česar je škoda na plodovih neizogibna.
V Avstraliji se za zatiranje jabolčnega zavijača komercialno vzreja tudi zajedavske ose iz rodu Trichogramma, ki svoja jajčeca odlagajo v jajčeca zavijačev in jih zajedajo.
V zadnjem času so se uveljavili tudi pripravki, ki preprečujejo razvoj jajčec ali gosenic in so dokaj specifični, z zelo malo stranskimi učinki na neciljne organizme. Delijo se na regulatorje in na inhibitorje razvoja. Ti pripravki imajo tudi ovicidno delovanje, zato jih je potrebno aplicirati pred začetkom odlaganja jajčec. Učinkujejo okrog 3 tedne. Proti nekaterim tovrstnim pripravkom se je ob njihovi intenzivni uporabi v zahodni Evropi že razvila odpornost. Zaradi razvoja odpornosti je pomembno, da se za zatiranje jabolčnega zavijača redno menjajo sredstva, ki ne smejo biti iz iste skupine.